# Dolichocoxys femoralis
Dolichocoxys femoralis là một loài ruồi trong họ Tachinidae.